# Jenny Rollin

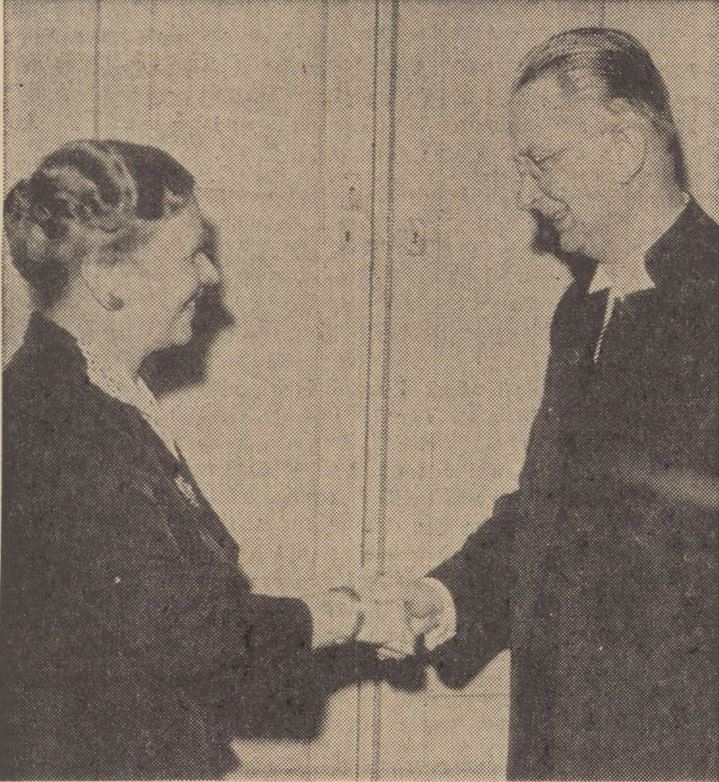
Jenny Rollin avtackas av kyrkoherde Olof Thunqvist (1957).

Jenny Rollin, född 30 juli 1902 i Västerås, död 20 november 1971 i Falu Kristine församling, Kopparbergs län, var en svensk skolledare.
Jenny Rollin var dotter till en läroverksadjunkt. Efter uppnådd normalskolekompetens 1919 utexaminerades hon från Högre lärarinneseminariet i Stockholm 1923. Hon innehade olika lärarförordnanden 1923–1926, tjänstgjorde vid högre elementarläroverket för flickor och kommunala flickskolan i Västerås 1926–1940 och därefter vid högre allmänna läroverket i Falun. Hon blev rektor för Söderhamns kommunala flickskola 1952 och för Falu kommunala flickskola 1957. 
Rollin var medförfattare till Flickskolan i Falun 1868–1967 (tillsammans med Axel Östberg och Birger Eriksson, 1967).